# My Girl 2
My Girl 2 (Brasil: Meu Primeiro Amor - Parte 2 / Portugal: O Meu Primeiro Beijo 2) é um filme estadunidense lançado em 1994, que é uma continuação do seu primeiro filme, My Girl. Foi dirigido por Howard Zieff e estrelado por Anna Chlumsky, Dan Aykroyd, Christine Ebersole, Jamie Lee Curtis, Richard Masur e Austin O'Brien sua trama segue a já adolescente Vada Sultenfuss, que viaja de sua casa no subúrbio da Pensilvânia a Los Angeles para encontrar mais informações sobre sua falecida mãe.
A estreia do filme aconteceu em 11 de fevereiro de 1994 e estreou em quarto lugar nas bilheterias dos EUA, ganhando aproximadamente US$ 5 milhões durante seu fim de semana de estreia. Ele arrecadou US$17,359,799 no mercado interno.
Um livro baseado no roteiro foi escrito por Patricia Hermes em 1994. Columbia-TriStar Home Entertainment lançou o filme em VHS em 11 de junho de 1996. Foi lançado pela primeira vez em DVD nos Estados Unidos em 3 de dezembro de 2002.
Por vários anos, Still My Girl foi proposto como o terceiro filme da franquia cinematográfica My Girl e estava em desenvolvimento na Columbia Pictures. Em seu talk show no Reino Unido em 2003, com Michael Parkinson, Dan Aykroyd afirmou que a Columbia tinha interesse em fazer isso e um forte interesse em Anna Chlumsky retornar ao seu papel como Vada. Em 2009, tanto Chlumsky e Aykroyd ainda estavam ligados ao projeto, mas como o tempo passou, estava se tornando menos e menos provável que ele iria entrar em produção. Em abril de 2012, Chlumsky "colocou para descansar" quaisquer rumores de que tal filme estava em desenvolvimento.

## História
A história ocorre em 1974, sendo que Vada Margaret Sultenfuss (Anna Chlumsky) vai para Los Angeles, para buscar mais informações sobre a sua mãe, que morreu durante o seu parto, para uma redação da escola, cujo tema é contar o maior feito de alguém que admira, mas não conhece. Lá, ela fica na casa de seu tio, Phil Sultenfuss (Richard Masur), que junto mora a sua namorada, Rose Zsigmond (Christine Ebersole), que tem um filho, Nick Zsigmond (Austin O'Brien).
Nick é como uma proteção para Vada, e a ajuda procurar informações sobre a sua mãe. No começo, ele a odeia, mas isso vai mudando, ao decorrer do tempo. Ela procura incansavelmente informações sobre sua mãe e acaba descobrindo que o maior feito de sua mãe foi ela.

## Elenco
- Dan Aykroyd como Harry Sultenfuss,  pai de Vada e diretor da Sultenfuss.
- Jamie Lee Curtis como Shelly Sultenfuss, a nova esposa de Harry que trabalhou como maquiadora em My Girl, antes de se casarem.
- Anna Chlumsky como Vada Sultenfuss, a personagem principal, agora com treze anos de idade.
- Austin O'Brien como Nick Zsigmond, o filho de Rose Zsigmond e o interesse especial de Vada durante sua estada em Los Angeles.
- Richard Masur como Phil Sultenfuss,  irmão de Harry que se mudou para Los Angeles desde My Girl e trabalha como mecânico de automóveis.
- Christine Ebersole como Rose Zsigmond, namorada de Phil que dirige a loja de automóveis em que trabalha.
- John David Souther como Jeffrey Pommeroy, o primeiro marido da mãe de Vada, Maggie Muldovan, um breve casamento.
- Angeline Ball como Maggie Muldovan, mãe de Vada (como visto em filmes caseiros, Vada vê quando ela visita Jeffrey).
- Aubrey Morris como Alfred Beidermeyer, um poeta e professor universitário que teve Maggie como estudante e cujo trabalho Vada admira.
- Gerrit Graham como Dr. Sam Helburn, um cardiologista que frequentemente visita a oficina e capta a atenção de Rose.
- Anthony R. Jones como Arthur, assistente de Harry.
- Ben Stein como Stanley Rosenfeld, um fotógrafo que conhecia Maggie no ensino médio.
- Keone Young como Daryl Tanaka, um policial que conhecia Maggie no ensino médio.
- Richard Beymer como Peter Webb, diretor de cinema que conhecia Maggie.
- Jodie Markell como Hillary Mitchell, uma vidente que conhecia Maggie e também Jeffrey Pommeroy.

## Recepção
My Girl 2 teve recepção geralmente desfavorável por parte da crítica especializada. Possui uma classificação de 27% em base de 15 revisões no Rotten Tomatoes. Tem 47% de aprovação por parte da audiência, usada para calcular a recepção do público a partir de votos dos usuários do site. Peter Rainer, do Los Angeles Times, criticou o filme, dizendo que seu "cenário duvidoso é feito ainda mais pela abordagem do diretor Howard Zieff e da roteirista Janet Kovalcik. Tudo neste filme é cheio de sermões sobre a importância de ser você mesmo. Vada não sente nenhuma pontada de raiva pela perda de sua mãe ou qualquer dúvida sobre sua busca. Ela é preternaturalmente madura".
Stephen Holden do The New York Times, no entanto, elogiou-a como "apelativamente sentimental", acrescentando: "Onde o primeiro filme forçou Vada a enfrentar algumas realidades chocantes (a morte de um melhor amigo, a senilidade de uma avó) e foi fortemente salgado com humor mortuário, a atmosfera da sequência é mais suave e mais dourada. Entre outras coisas, o filme é um nostálgico dia dos namorados para Los Angeles nos dias mais remotos, quando a cidade ainda usava a mística de uma terra de lótus pós-hippie descontraída".
Roger Ebert premiou o filme em duas de quatro estrelas, observando que "parece inspirado principalmente pela oportunidade de reciclar o título de um filme de sucesso. Examinando a popularidade do primeiro filme, talvez os produtores pensassem que isso dependia do sentimentalismo gentil, no qual Como uma ideia para uma série, isso é bastante perigoso... Acho que é hora de dar um tempo para Vada, antes que ela se torne necrófila, e comece a passar todo o tempo no andar de cima como Emily Dickinson, escrevendo pequenos poemas sombrios".
Joe Leydon da Variety considerou o filme "agradável, indolor e, como sequelas, genuinamente ambicioso", mas admitiu que "pode não ser suficiente... para ampliar seu apelo além de seu público-alvo óbvio de pré-adolescentes e jovens adolescentes (e, claro, ir junto pais e namorados).

## Prêmios
Por seu desempenho, Chlumsky ganhou um Young Artist Awards por "Melhor Performance de uma Jovem Atriz Estrelando em um Filme"; Thomson e O'Brien também foram indicados ao Young Artist Awards por seus papéis.